# 北卡罗来纳州众议院
北卡罗来纳众议院（英語：North Carolina House of Representatives）是美国北卡罗来纳总议会的下議院，共有120名议员，每届任期2年。现任众议院議長为共和黨籍的蒂姆·摩爾，于2015年1月15日上任。